# Jenny Tseng
Jenny Tseng, auch bekannt als YAN Nei (chinesisch 甄妮, Pinyin Zhēn Nī, W.-G. Chen Ni, Jyutping Jan1 Nei4, kantonesisch Yan Nei; * 3. April 1953 als YAN Suk Si 甄淑詩 / 甄淑诗,  Zhēn Shūshī, Jyutping Jan1 Suk6si1, kantonesisch Yan Suk-si in Macau) ist eine besonders in Asien bekannte chinesische Sängerin. Ihre erfolgreiche Karriere umfasst bereits drei Jahrzehnte. Sie hat eine portugiesische Großmutter.
Jenny Tseng war auch als Moderatorin, Modedesignerin und Schauspielerin erfolgreich. In den späten 1970er und frühen 1980er Jahren stand sie für die Shaw Brothers vor der Kamera. 1977 heiratete sie den Hongkonger Schauspieler und Kung-Fu-Darsteller Alexander Fu Sheng, der jedoch 1983 bei einem Autounfall starb. Die Ehe blieb nach vier Fehlgeburten kinderlos. 2012 gab Tseng in einer taiwanischen Talkshow bekannt, dass sie sich nach dem Tod ihres Ehemanns mit seinem eingefrorenen Samen künstlich befruchten ließ. 1987 wurde die gemeinsame Tochter Melody Tseng (甄家平) in den Vereinigten Staaten geboren, die heute in San Francisco lebt. Tseng hat bis heute nicht wieder geheiratet. (Stand 2021)
Jenny Tsengs Repertoire reicht von Pop bis Soul in Kantonesisch (Cantopop), Hochchinesisch (Mandopop) und Englisch.
Sie war seinerzeit eine große Konkurrentin der ebenso berühmten Teresa Teng.